# Controle do fogo pelos primeiros humanos
O controle do fogo pelos primeiros seres humanos foi um ponto de virada no aspecto cultural da evolução humana. A evidência mais antiga do uso intencional de fogo data de há cerca de 1,7 milhão de anos pelo ancestral hominínio do gênero Homo, embora ainda ocorra debate dentro da comunidade científica. O fogo fornece uma fonte de calor, proteção e um método para cozinhar alimentos. Estes avanços culturais permitiram a dispersão geográfica humana, inovações culturais e mudanças na dieta e no comportamento. Além disso, a criação de fogo permitiu a expansão da atividade humana nas horas escuras e mais frias da noite e seu uso é disseminado nas mais variadas culturas e tradições, antigas e contemporâneas.

## Origem e primeiras evidências de uso do fogo

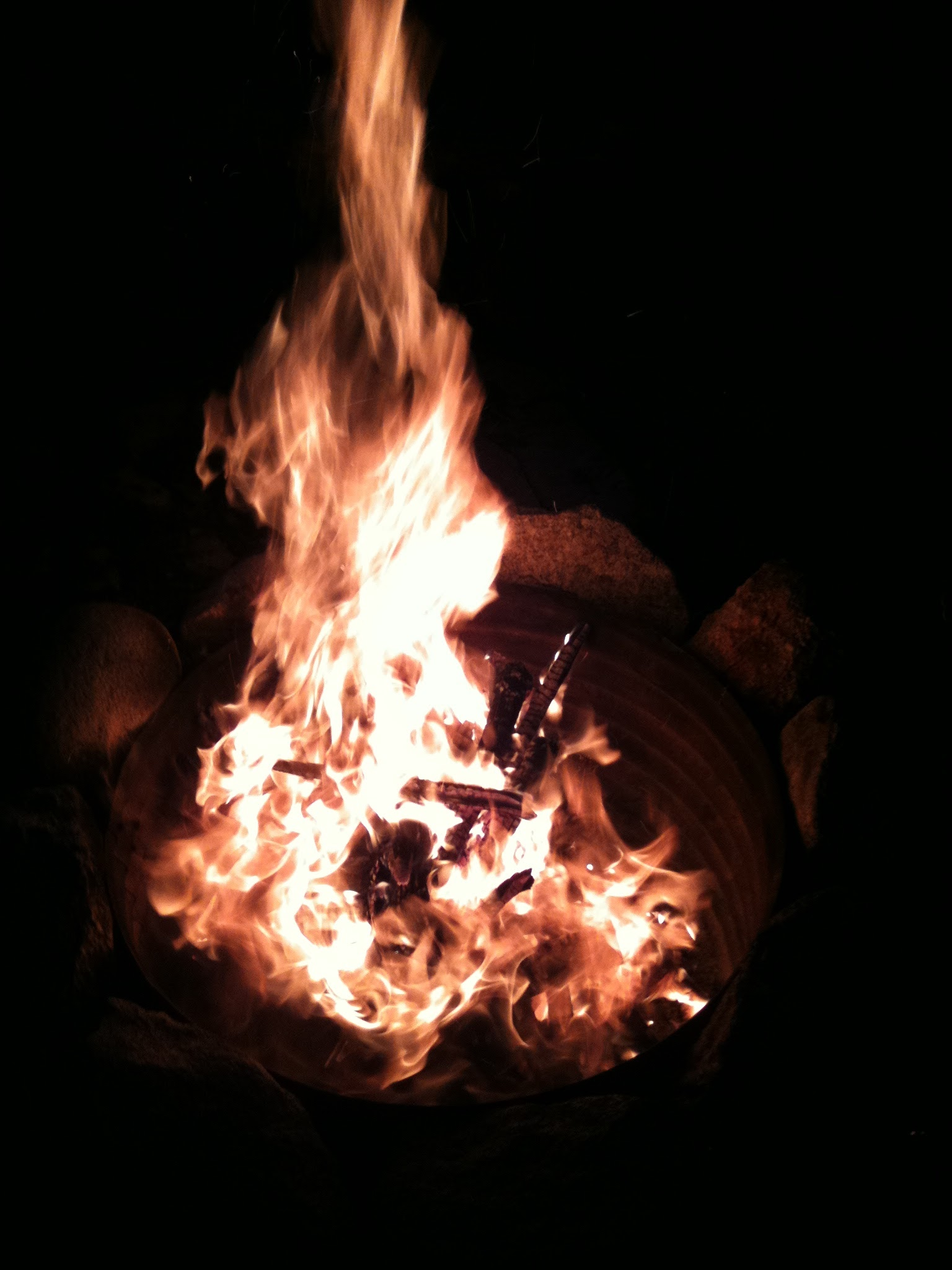
Fogo em um poço, demonstrando o pleno domínio do fenômeno para uso humano

O fogo, embora seja um fenômeno natural, atualmente, pode ser obtido tanto de maneira natural como artificial. Há milhares de anos, no entanto, o uso de fogo era obtido eventualmente, principalmente em tempestades em que relâmpagos atingiam certos ambientes e provocavam incêndios. Em eventos como esse, muitos animais reagiam a essa forma de emancipação de energia se afugentando, ou mesmo se aproveitando da atividade do fogo, caso de alguns pássaros que caçavam mais eficientemente em momentos como esse, quando suas presas se mostravam aturdidas. No entanto, somente os humanos aprenderam a dominar o fogo e usá-lo em benefício próprio.
O uso do fogo pelo homem foi considerado por Charles Darwin a descoberta mais importante da humanidade depois da linguagem e estaria, assim, inteiramente associado a questões de sobrevivência com seu uso se desenvolvendo de maneira gradativa a partir das reais necessidades enfrentadas no ambiente em que os hominínios viviam.
Alguns pesquisadores classificam o uso do fogo em três processos integradores: primeiro, para forrageamento; segundo, para cozimento, proteção e uso doméstico e social do fogo; e terceiro, para uso em processos tecnológicos. Tais processos não ocorreram simultaneamente e baseiam-se em hipóteses que embora sejam distintas, não são mutuamente exclusivas, como as da consumo de alimentos que necessitavam ser cozidos em suas dietas, e a hipótese social, associada ao desenvolvimento cerebral dos hominínios e a importância de suas relações sociais e auxílio mútuo (como para sobrevivência ao frio) com o uso do fogo.

### Primeiras evidências registradas
Os ancestrais de nossa espécie comumente designados como hominínios pela comunidade científica, coevoluíram com o uso do fogo. Este processo acompanhou, portanto, as necessidades e o desenvolvimento tecnológico de nossa linhagem, servindo-se como uma ferramenta essencial para o caminho da civilização humana. As evidências mais antigas demonstram que há cerca de 1,9 milhão de anos havia comida cozida, embora o fogo provavelmente não tenha sido utilizado de forma controlada até há um milhão de anos. Novos estudos e o surgimento de evidências estão auxiliando a traçar o caminho da evolução humana com utilização do fogo como artifício essencial em seu aprendizado e na sobrevivência de sua linhagem.

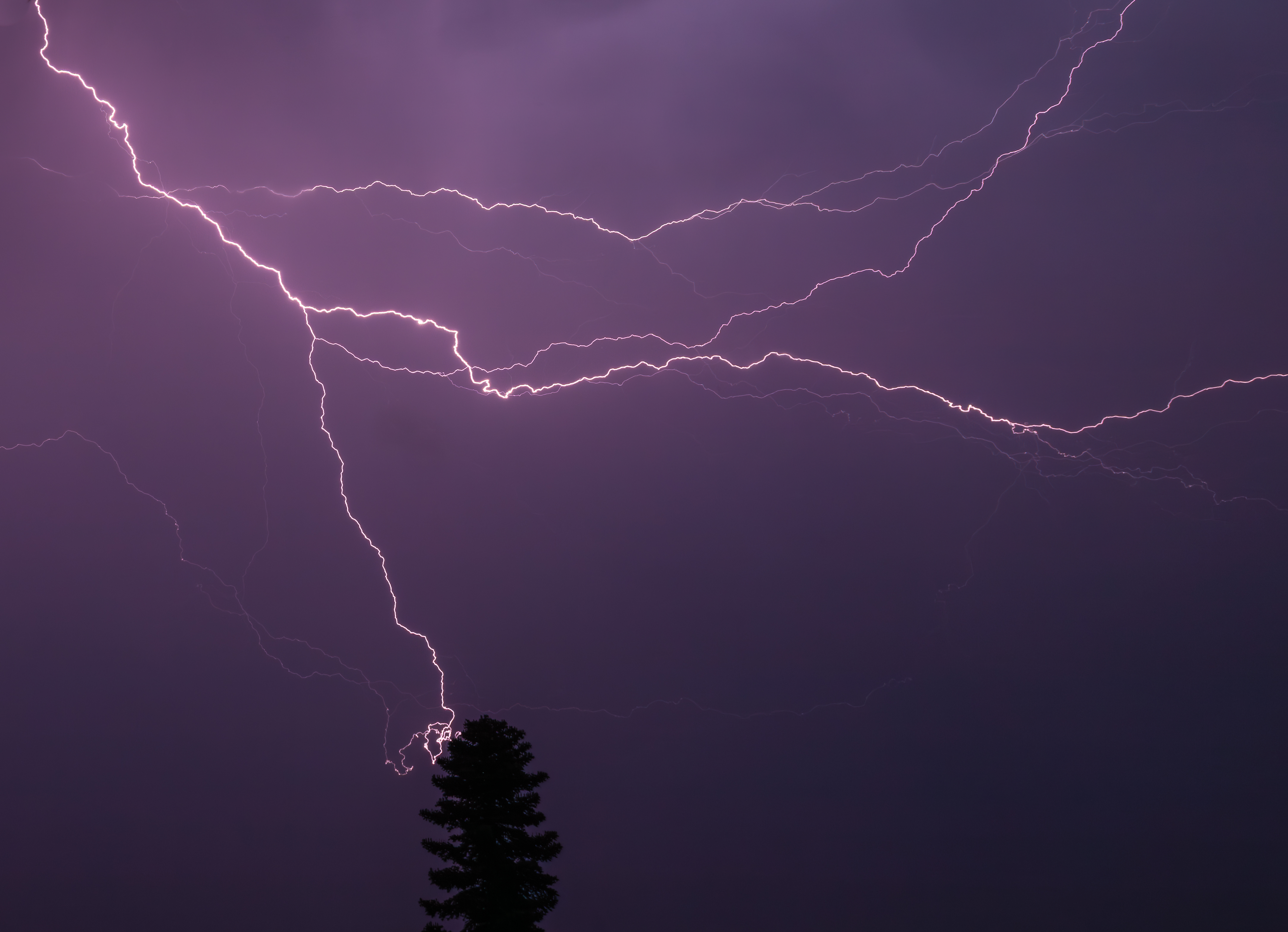
O fogo foi dominado a partir de eventos de manifestação natural que causavam incêndios, como relâmpagos que atingiam florestas e áreas de campos abertos

Por muito tempo, o chamado Peking-Man (Homo erectus perkinensis) de Zhoukoudian, localizado em uma província chinesa, foi considerado o primeiro hominínio a produzir e manusear o fogo em benefício próprio. Seus fósseis foram identificados pelo antropólogo canadense Davidson Black e sua equipe como um membro da linhagem hominínea, datado de meados de 500.000 anos antes de Cristo. Alguns compostos queimados encontrados no sítio arqueológico junto com alguns agregados de poeira foram indicativos de que aquela seria a evidência mais antiga do uso de fogo por hominínios. No entanto, estudos surgidos nas décadas posteriores demonstraram que tais compostos, embora tenham sido queimados por fogo, não entraram em estado de combustão de maneira intencional e sim gerado por elementos por combustão espontânea de material orgânico. Até hoje em dia, não há inteiro consenso na comunidade científica se esta situação representou o uso de fogo pelo ancestral da linhagem humana de maneira intencional, visto que embora a evidência do fogo fosse forte, a evidência de envolvimento humano no processo era superficial e com interpretações não consolidadas. 

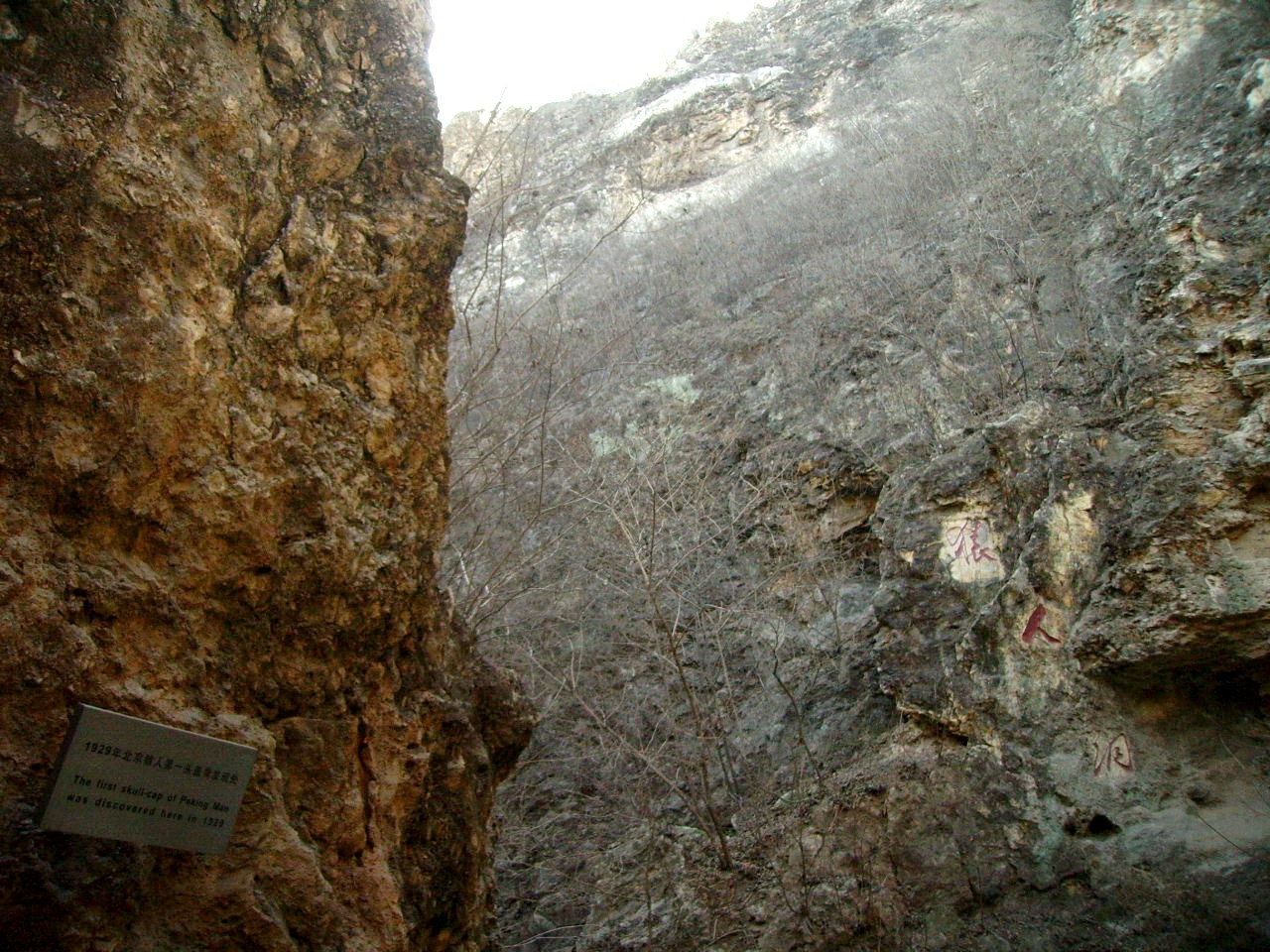
Sítio arqueológico de Zhoukoudian, China, onde foram encontrados os restos de Peking Man, aceito por muito tempo como a evidência mais antiga de uso do fogo intencional pelo homem

Estudos posteriores, realizados nas décadas de 1970 e de 1980, demonstraram, então, que provavelmente uma das evidências mais antigas do uso e manejo do fogo pelo homem data de há cerca de 1,42 milhão de anos e estaria na África do Sul, na caverna de Wonderwerk. Estudos de fósseis realizados neste local indicaram que o Homo erectus já fazia uso e manejo do fogo no início do Pleistoceno, portanto, a partir de evidências de combustão de matéria no local.
A África representa um local em que surgem muitos registros de uso do fogo pelo homem de forma intencional, principalmente pelo fato de que este continente, ao que tudo indica, seria o "berço" dos primeiros hominínios. Como exemplo, pode-se citar registros de evidências do uso controlado do fogo intencionalmente no Lago Baringo, Koobi Fora e em Olorsesaille, todos sítios localizados no Quênia. Na Etiópia também ja fora encontrados restos queimados que poderiam inferir no uso controlado do fogo, em Gadeb e na Região de Afar, mais precisamente. No Marrocos, fora usado técnicas termoluminescentes para se descobrir restos de alimentos cozidos utilizados por Homo sapiens.
No entanto, a Ásia também oferece enormes evidências do uso do fogo intencional, ou pelo menos aponta inferências a respeito. Além das evidências estudadas do Peking man, temos evidências registradas em Xihoudu, na China, nas ilhas Java, e também em Israel, com evidências no Pleistoceno inferior e médio. Na China, na província Yuanmou, há a evidência de uso do fogo de há cerca de 1,7 milhão de anos, representado o registro mais antigo de evidência de uso do fogo intencional pelo gênero Homo. No entanto, tal evidência até hoje é tema de debate.

## Domínio do fogo
É sabido que o fogo desempenhou um papel crucial para a humanidade nos últimos milhares de anos, com papéis que vão desde adaptação ao ambiente, criação de novas tecnologias, valores socioculturais e ideológicos, papéis esse muitas vezes interligados entre si. Porém, uma questão que intriga os pesquisadores da área é como se desenvolveu essa descoberta. Tradicionalmente, o estudo da relação humana com o fogo estava mais preocupada em saber quando começamos a usar o fogo e quando ele se incorporou ao cotidiano das adaptações dos hominínios. Porém, existem alguns problemas com essas abordagens: buscar uma data exata para determinar a partir de que momento os hominínios começaram a usar o fogo não é tão simples quanto determinar a data da invenção de uma máquina atualmente, por exemplo. Além disso, não é fácil diferenciar em alguns sítios arqueológicos o que seria um fogo de causas naturais, como resultado de um relâmpago, de um fogo feito por humanos. Outra questão tem a ver com uma confusão, ou ausência de padronização nos termos usados por pesquisadores para descrever a relação dos antigos com o fogo.

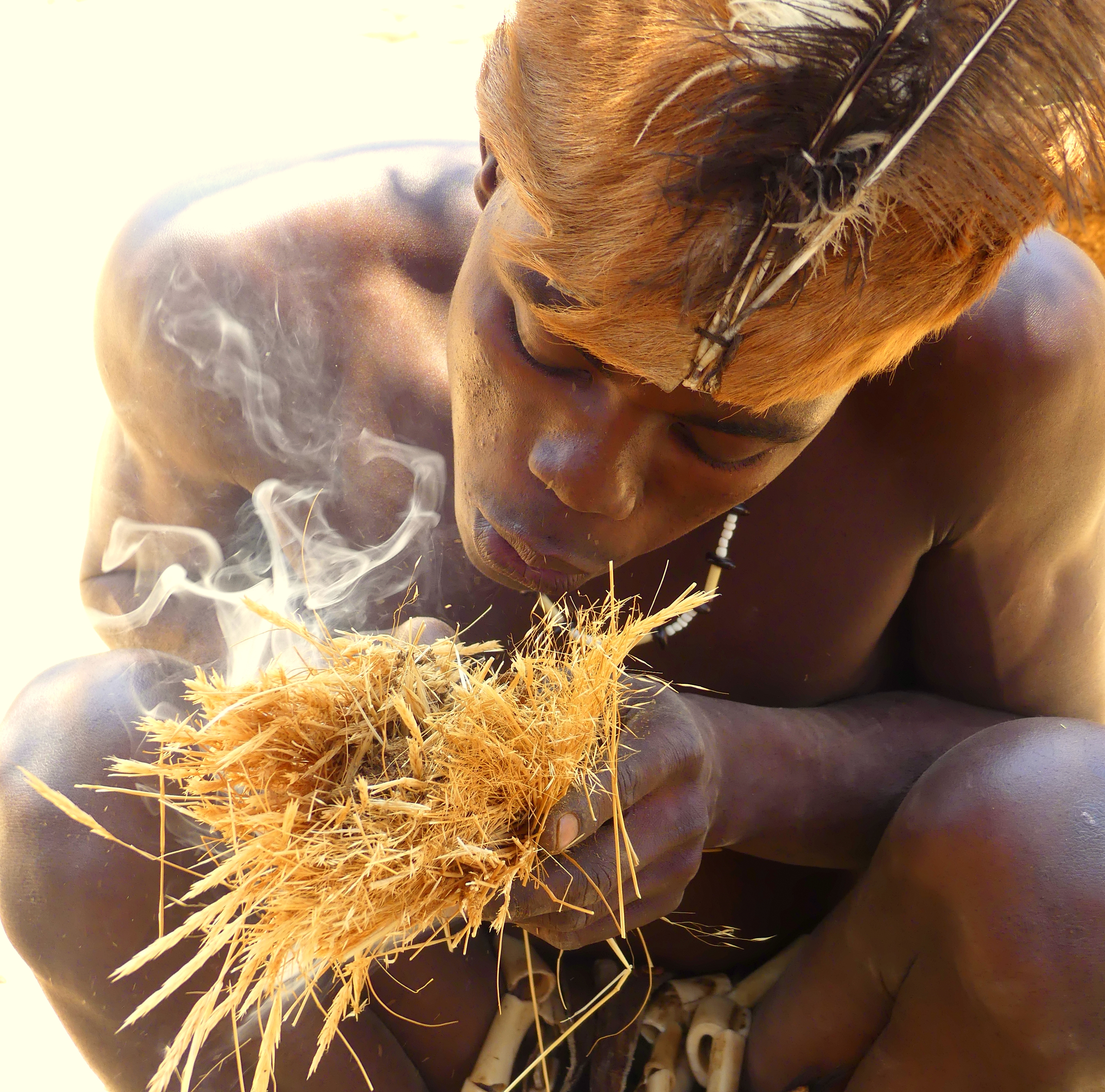
Exemplo do domínio do fogo utilizado por um nativo do Namíbia

Uma dessas confusões tem a ver com a terminologia para o “controlled use of fire”, ou uso controlado do fogo, que é o termo mais usado atualmente. Principalmente a partir do fim da década de 1970 e início da década de 1980, o foco das pesquisas nessa área era encontrar vestígios desse uso controlado do fogo. O problema está justamente na atribuição de significado que pesquisadores davam às evidências de uso de fogo, nas quais o seu “controle” tinha um significado de manejo ou domínio básico do fogo, o que por sua vez gerava a interpretação de que qualquer evidência antiga significava que ele já estaria “controlado”. Haveria então uma ausência de discussões sobre um domínio do fogo em etapas, de forma gradual, dando margem para um cenário de descoberta pontual das técnicas de produção de fogo, e que a partir desse momento, toda a humanidade teria acesso e conhecimento a essa descoberta. Poucos pesquisadores tentaram propor novas terminologias para elucidar diferentes graus de “controle” do fogo. Então também se encontram na literatura termos como “uso vs controle”, “uso oportunístico vs uso controlado” e “uso fortuito vs controle do fogo”.

### Controle do fogo
Uma proposta recente para diferenciar melhor como os hominínios teriam desenvolvido o controle do fogo foi feita por Pruetz & LaDuke, na qual haveria três etapas, ligadas tanto cronologicamente e cognitivamente, ao domínio do fogo. A primeira etapa seria caracterizada pela conceitualização do fogo, ao entender como o fogo se comportava e quais suas propriedades, permitindo que fossem feitas atividades próximas a ele; a segunda etapa consistiria na habilidade de controlar o fogo, ou seja, um conjunto de conhecimentos atrelados a contenção, alimentação e apagamento das chamas. Por fim, a terceira etapa estaria atrelada à habilidade de fazer o fogo à vontade, por meio de conhecimentos e tecnologias diversas.
Uma outra proposta levantada classificaria os estágios de controle do fogo em quatro fases: 1 - habituação; 2 - uso; 3 - curadoria/manutenção; e 4 - manufatura. Há, ainda, uma terceira ideia para como a relação da humanidade com o fogo teria sido moldada ao longo do tempo e que também é composta de três estágios: 1.º estágio: por volta de há 1 milhão de anos, talvez um pouco antes. O fogo seria sazonal, esporádico, com limitações em sua manutenção. Não haveriam evidências de produção própria do fogo ou fogueiras que durassem muito tempo, o que descartaria a possibilidade de controle sobre o fogo. 2.º estágio: haveria uma melhora na capacidade de manutenção do fogo, associada a acampamentos. Essa etapa teria se consolidado há entre 400 e 200 mil anos, e conta como evidências a ocorrência de deposição de cinzas e carvão, associados com ossos queimados e artefatos líticos. A dúvida maior seria se o fogo era antropogênico ou de causas naturais. Se o fogo fosse causado naturalmente e os humanos já soubessem coletá-lo e mantê-lo, é de se esperar que sua ocorrência em sítios seria necessariamente próxima a locais com ocorrências naturais de fogo. Além disso, se o fogo era apenas coletado e de certa forma estava mais intrincado com adaptações dos hominínios ao meio, isso já seria um passo a mais para se valorizar sua manutenção. Isso estaria relacionado com a ocorrência dos acampamentos e também de possíveis divisões de tarefas, com indivíduos responsáveis por cuidar do fogo enquanto outros fariam a caça e coleta de alimento, reforçando assim um vínculo entre a tecnologia do fogo e aspectos socioculturais. Por fim, o terceiro estágio seria marcado por uma maior contenção das fogueiras e com evidências para técnicas e habilidades de criar fogo (embora nem sempre seja possível saber qual técnica teria sido usada). Além disso, também estaria associado com adaptações para cozimento de alimentos ao longo do ano, não apenas de maneira esporádica. Por fim, supõe-se também que haveria uma mudança na concepção do fogo em si, passando de um fenômeno natural para uma criação humana, um artefato, o que também traria impactos na organização social da população.
Percebe-se que essas tentativas apelam para critérios mais objetivos e claros para classificar as evidências de uso de fogo nos sítios arqueológicos para melhor reconstrução de como era a relação dos hominínios com o fogo, pois quanto mais antigo é o registro, maior a dificuldade em identificar se esse fogo seria antropogênico ou de causas naturais.

### Uso habitual do fogo
Uma outra terminologia bastante presente em publicações mais atuais é o “habitual use of fire”, ou uso habitual do fogo. Esse termo aparece mais em trabalhos que estudam locais com evidências de uso contínuo, sistemático e repetitivo do fogo, sobretudo em sítios individuais. Outros significados encontrados em pesquisas sobre o “uso habitual do fogo” são de “regular”, “persistente”, “contínuo”. O que falta é uma certeza sobre qual a diferença de tempo entre uma fogueira e outra. Seria uma diferença diária, semanal, mensal? Ou estariam separadas uma da outra por anos, décadas e até mesmo milênios? Ainda há muito a ser estudado para preencher essas lacunas importantes de conhecimento sobre o processo de domínio do fogo. Lugares que possuem evidências inequívocas desse tipo de uso de fogo são sítios em cavernas em Israel, com os registros datando há entre 350 e 200 mil anos. Com isso, esses sítios também representam locais onde teria havido um comportamento repetitivo e regular de uso de fogo, o que provavelmente também teria influência na organização da população local. Cavernas são especialmente importantes para buscar essas evidências de uso de fogo pois estão menos expostas às ações erosivas do ambiente em relação a sítios ao ar livre, como ventos, chuvas, e até mesmo incêndios.
Como é de se esperar, nem todos os sítios arqueológicos com presença de fogo são parecidos entre si. Quanto mais antigo, menor é a probabilidade de encontrar registros de uso de fogo, além de haver a possibilidade de perda de resíduos efêmeros de fogo ao longo do tempo. Além disso, os achados também estão condicionados a locais em latitudes mais próximas ao Equador e aos trópicos, bem como em regiões com condições climáticas favoráveis para ocorrência de fogo naturalmente. Por fim, ressalta-se que embora as propostas que tratam o domínio do fogo como um processo gradual, em etapas, seja de certa forma direcional, elas não são necessariamente uma seguida da outra. Isto é, nada impede que uma população tenha pulado uma das etapas no controle do fogo. Também é muito provável que estes processos não aconteceram ao mesmo tempo para todas as populações de hominínios e, por consequência, talvez a descoberta das técnicas de manufatura do fogo tenham surgido mais de uma vez, em lugares distintos, ao longo da história.

## Estudos das evidências de fogo e da interação humana em sítios arqueológicos
As investigações do uso do fogo não podem ser interpretadas com base em uma única evidência local. A ciência necessita de reconhecer a contextualização e unificar os dados obtidos para que, então, se tenha conhecimento que aquela situação demonstra a utilização do fogo intencional em questão.
O estudo do papel do fogo ao longo da história da evolução humana, e de seus ancestrais, através da análise de artefatos e estruturas encontradas em sítios arqueológicos é complexo. Pesquisadores e estudiosos devem integrar uma série de etapas no processo de análise dos sítios arqueológicos para que se possam estabelecer interpretações que sejam adequadas às, em geral, poucas evidências que têm em mãos. Arqueólogos chamam atenção para o fato de que a maioria das interpretações das primeiras interações dos hominínios com o fogo não levam em conta o enorme viés de preservação de artefatos, o que pode implicar consequências significativas para a forma que o passado é mapeado. Em muitos casos de análise de evidências, a pesquisa se limita a determinar se houve ou não a presença de fogo, falhando em reconhecer que as primeiras interações dos hominínios podem ter ocorrido com fogos naturais e pode nem mesmo ter incluído o uso intencional de fogueiras, por exemplo. Resquícios de fogueiras são o tipo de artefato que mais provém dados científicos para que arqueólogos consigam determinar a associação do fogo com os primeiros humanos e seus ancestrais.
Para dificultar as investigações, o uso do fogo deixa poucas evidências e o registro arqueológico de atividade hominínia geralmente é superficial, com poucas chances de ser preservado ao longo do tempo. Os traços do fogo desaparecem e podem, inclusive, desaparecer durante a coleta em uma investigação, se não forem tomados os devidos cuidados pela equipe profissional, visto que os restos possuem uma densidade muito baixa de coleta também. Dessa maneira, tem-se que a preservação e a coleta das evidências são cruciais para que se inicie a investigação e para que ela tenha progresso.
Mesmo assim, por vezes, o estudo do fogo se mostra controverso. Para resolver algumas questões, as equipes de arqueólogos tomam como base alguns pontos para nortear sua investigação:
1. Fogo natural sempre vem primeiro, ocorrendo em áreas frequentadas por seres humanos. Caso contrário, os hominínios naquele local não teriam como dominá-lo.[11]
2. As fogueiras intactas (chamadas também de “coração”), representam uma das evidências mais fortes de domínio e utilização intencional do fogo.[11]
3. Para discriminar fogo artificial de natural, o uso de métodos tradicionais, como a medição de temperatura, não se mostra unicamente eficaz, necessitando do estudo de todo o contexto e de restos de objetos queimados que promovam uma inferência conclusiva.[11]

### Dificuldades e métodos de investigação
Uma das dificuldades enfrentadas pela equipe de investigação, portanto, é a distinção entre fogo natural e fogo intencional quando são encontrados sítios de uso de fogo. As pistas encontradas no local que auxiliam no processo podem ser variadas: o povo aborígene do deserto australiano, por exemplo, utilizava métodos tradicionais com gravetos para acender o fogo, indicando ali um uso artificial.

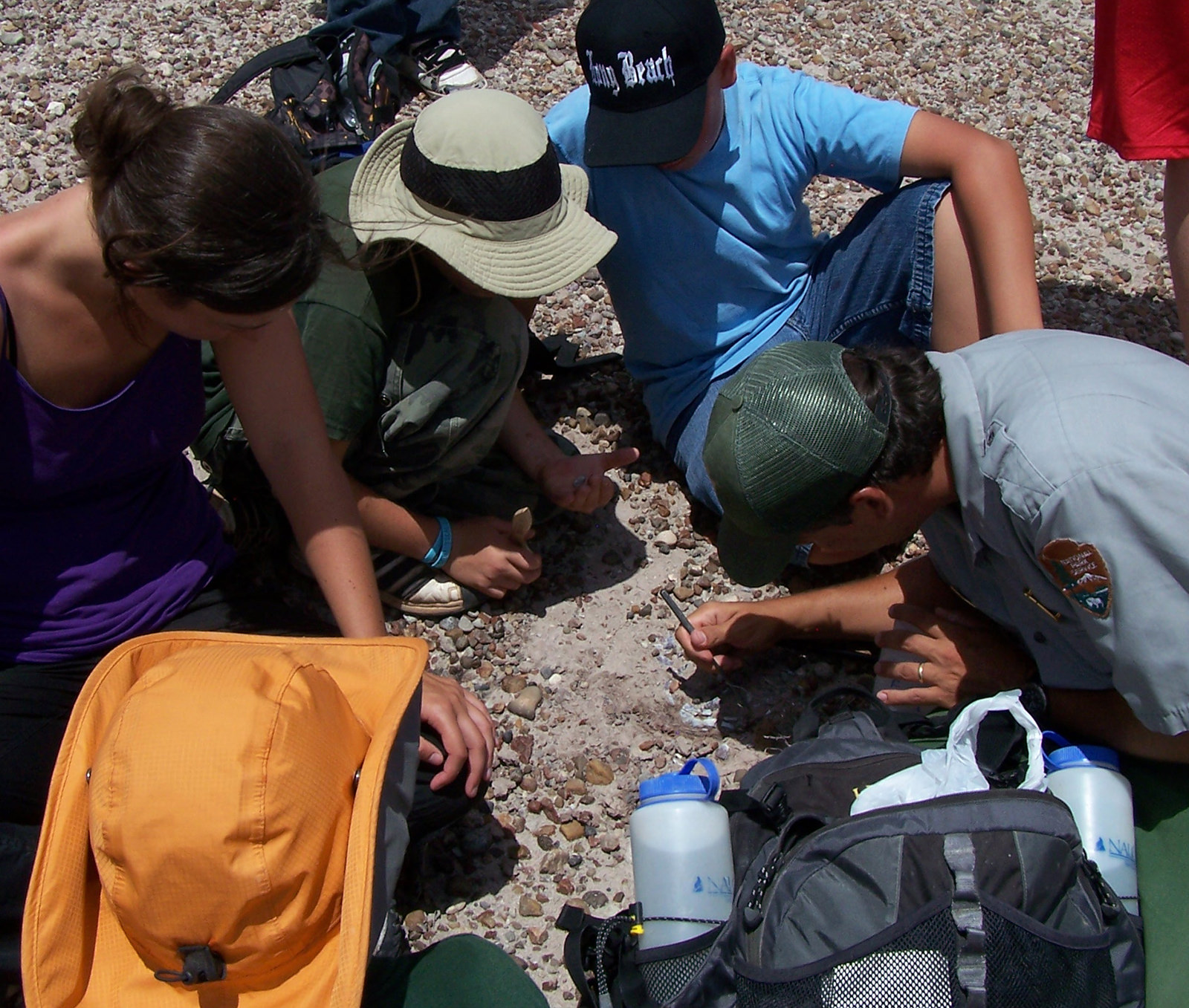
O uso do trabalho conjunto multidisciplinar é essencial na investigação das origens do fogo. Na imagem, grupo de pesquisadores ligerados pelo paleontologista Bill Parker, estudando um sítio arqueológico

No processo de análise de materiais e artefatos queimados em sítios arqueológicos, pesquisadores sugerem que haja uma investigação que integre múltiplas técnicas, numa tentativa de se estabelecer um link mais direto entre os materiais queimados e atividade humana. Antes de tudo, a primeira parte do trabalho de investigação deve ser determinar se o artefato em questão está de fato queimado, isto é, se foi sujeitado a calor no passado. Para isso, testes minuciosos devem ser realizados em laboratório, a nível microscópico, uma vez que simples testes de campo não são capazes de determinar o histórico de fogo de determinados materiais. Somente então o pesquisador passa a elaborar hipóteses a respeito da causa do fogo, através de técnicas especializadas. Uma, particularmente interessante, é determinar se o artefato em questão está no mesmo local em que houve a queimada ou se foi transportado, indicando manipulação. Isso é ideal para que se crie um contexto, que irá explicar como diferentes materiais foram associados naquela camada ou sítio em particular. Isso ajuda a estabelecer o papel do ser humano na formação de artefatos queimados remanescentes nos sítios arqueológicos. É importante saber diferenciar hipóteses em andamento de fatos estabelecidos, como fazem outras ciências, por exemplo a Astronomia, que está acostumada a lidar com hipóteses que vão sendo aceitas ou rejeitadas ao longo do tempo com acúmulo de dados factuais. Fatos estabelecidos por si só não são capazes de determinar controle humano de fogo para além de há um milhão de anos.
Para facilitar o método de investigação, as equipes arqueológicas focam em locais de atividade humana no passado, com evidências de assentamentos em que o fogo poderia ser utilizado para se proteger do frio à noite, por exemplo. Por vezes, o registro do artefato se mantém intacto, nesses locais, como na caverna de Guitarrerro, no Peru, onde o local onde foi acendida a fogueira, ou “coração”, estava inteiramente preservada. Uma das evidências utilizadas para se fazer inferências sobre o uso do fogo são as pedras e ferramentas de pedras. Ferramentas ou artefatos de madeira também podem ser utilizados e, quando parcialmente queimadas, facilitam o processo. Na Zâmbia, por exemplo, próximo às Cataratas de Kalambo, artefatos de madeira foram encontrados e datados de há mais de meio milhão de anos. No entanto, tais artefatos por si só não são suficientes para que uma conclusão seja tomada. Atualmente, a arqueologia trabalha de forma multidisciplinar, e uma vasta equipe de profissionais mostra-se atuante, e de diferentes setores da ciência, antes de ser fazer qualquer inferência. Assim, paleontólogos, arqueólogos, biólogos, geógrafos e até mesmo a perícia podem ir até o local onde se há uma evidência ou registro de atividade humana. Para que se tome uma conclusão, hoje em dia, são necessários estudos de micro e macro sedimentos utilizando métodos magnéticos, estudos de DNA, medição de temperatura e umidade, estudos da estratigrafia local, entre outros.

### Fogo e a evolução humana
Cada vez mais se vê crescente o número de sítios arqueológicos de fogo, mas, relativamente, a quantidade de material ainda é bastante escassa. No entanto, o interesse no tópico “fogo e evolução” vêm crescendo, principalmente por descobertas importantes recentes feitas em sítios na Europa, Oriente Médio e África, e arqueólogos fazem um apelo para que se tenha cuidado na preservação e no estudo das evidências, sugerindo que haja uma integração com diferentes áreas da ciência, como por exemplo primatologia e psicologia evolucionária, a fim de se estabelecer hipóteses melhores fundamentadas. A arqueologia por si só não é capaz de realizar um panorama geral com acurácia das primeiras interações com o fogo, geralmente ressaltando apenas momentos particulares. Isso se dá porque apenas em circunstâncias específicas e favoráveis arqueólogos são capazes de reconhecer fogo manipulado por humanos. No entanto, tais circunstâncias são incrivelmente raras e dependem de condições de preservação de materiais excepcionais. É por essa tendência de processar eventos fundamentalmente raros que, na busca de um cenário amplo para a presença do fogo e sua influência na evolução do ser humano, a arqueologia deve integrar-se com outras disciplinas.
Quando se tenta avaliar o histórico de fogo de determinada ocupação antiga, pesquisadores estão limitados pela abundância e qualidade dos materiais presentes. A inspeção de materiais queimados como pedra, madeira e carvão podem ser suficientes para determinar um “passado de fogo” mas não são capazes de determinar a causa, natural ou antropogênica. No entanto, o enorme corpo de dados científicos, acumulado principalmente na tentativa de prevenção de incêndios, permite que as interpretações de causa de fogo sejam mais precisas.

### Fogo e relações antropogênicas

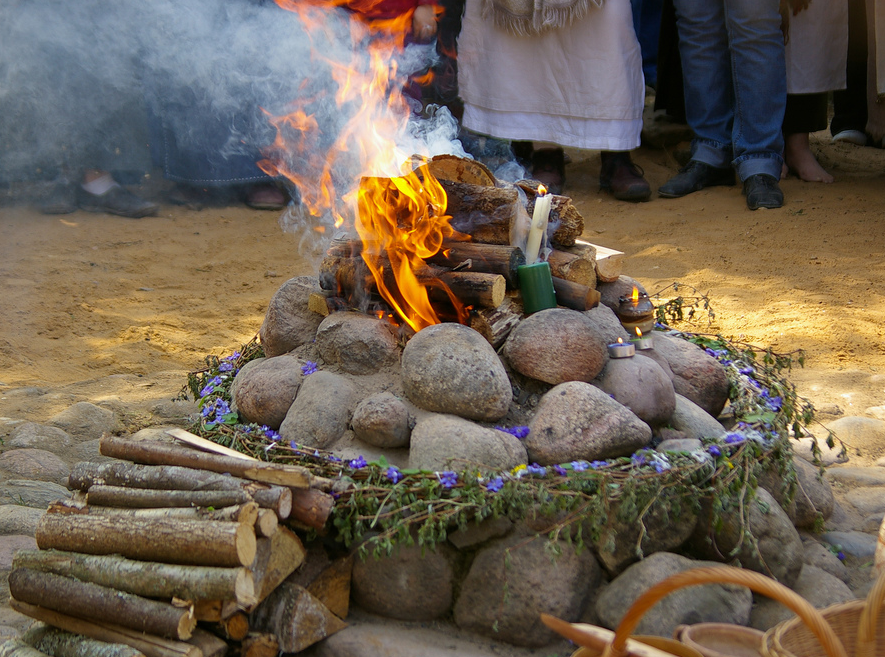
Cerimônias ritualísticas que envolvem o uso do fogo já são relatadas a milhares de anos. Na figura, uma cerimônia ritualística Romuva

Pesquisadores do sítio arqueológico de Gesher Benot Ya’aqov (GBY), em Israel, conseguiram, através da associação do histórico arqueológico da região com dados científicos das áreas da ecologia do fogo e paleoecologia, determinar que a causa para o grande número de materiais queimados no sítio não eram grandes queimadas naturais recorrentes do passado, como se acreditava anteriormente, e sim, devido a causas antropogênicas. O conhecimento para criar fogo e as habilidades tecnológicas dos hominínios antigos os permitiam atear fogo à vontade, organizando grandes queimadas intencionais, com o intuito de desmatar a vegetação e também de caça. A noção das habilidades desses hominínios é um passo significativo para compreender melhor o comportamento e habilidades dos primeiros humanos em relação ao fogo. A presença de artefatos em GBY é escassa e apenas com a junção dos dados de outras ciências é que os arqueólogos foram capazes de realizar essa descoberta.
Um outro exemplo de sucesso recente na integração da arqueologia com outras ciências permitiu que pesquisadores em uma caverna na Espanha, aparentemente utilizada por hominínios antigos como um mortuário, determinassem que a presença de inúmeras pequenas fogueiras adornadas com chifres fossem puramente cerimonial, e associadas com a cerimônia de morte de uma criança.

## Fogo e a alimentação
Acredita-se que o fogo foi essencial para alterações ocorridas nas espécies de hominídeos. Entre Ardipithecus e Australopithecus ocorreram mudanças anatômicas importantes, como o aumento de tamanho do crânio, além de modificações na arcada dentária e no osso mandibular. Muitos especialistas acreditam que a alimentação foi uma das principais forças a moldarem grande parte das mudanças morfológicas e anatômicas que ocorreram durante a evolução do gênero. A exemplo disso, podemos citar a bipedia, associada a novos hábitos alimentares, ocasionados por mudanças na paisagem do continente africano.
Os hábitos alimentares do gênero Homo foram essenciais para o seu sucesso nessa nova paisagem da África, um ambiente de savana. Esse ambiente de vegetação mais aberta, possibilitava aos hominídeos a caça de mamíferos, já que estes estavam mais visíveis nesse tipo de ambiente. Isso, em conjunto com uma dieta generalista, possibilitou que o gênero Homo tivesse sucesso evolutivo alimentar, quando comparado com Australopithecus. Entretanto, foi só com o cozimento dos alimentos que a alimentação desse gênero foi revolucionada.

### Hábitos alimentares
Os primeiros registros de cozimento de fogo são atribuídos ao gênero Homo há cerca de 2,6 milhões de anos, na África. Acredita-se que H. habilis era capaz de produzir fogo a partir de faíscas geradas pelo atrito de rochas. Entretanto, foi H. erectus o primeiro a utilizar efetivamente o fogo para cozinhar alimentos, por volta de 1,8 milhões de anos. O fogo foi importante para a diminuição de infecções causadas pela ingestão de alimentos estragados e para combater microorganismos presentes nos alimentos, como fungos e bactérias. Além disso, sabemos que alimentos cozidos possibilitam uma maior absorção de nutrientes, quando comparados a alimentos não cozidos. A partir do cozimento, o gênero Homo passou a precisar se alimentar menos vezes ao dia, suprindo sua demanda energética com menos comida. Com uma maior disponibilidade de nutrientes, foi possível caçar por mais tempo e se alimentar melhor.

### Hipótese do carnívoro vs cozinheiro
Há uma discussão na academia sobre a principal causa das mudanças morfológicas e anatômicas encontradas no gênero Homo. A chamada hipótese do cozinheiro ou carnívoro busca entender se essas alterações estão mais relacionadas ao cozimento dos alimentos, ou a maior ingestão de carne. Estudos mostram que só a ingestão de carne não seria suficiente para sustentar todas as alterações que ocorreram dentro desse gênero, visto que a desnaturação de proteínas por ácido clorídrico é maior em carne cozida, em comparação a carne crua.  Além disso, existem inúmeros exemplos na literatura que demonstram que animais com dietas cruas, quando submetidos a dietas cozidas apresentam um índice energético maior nesse tipo de dieta. Esses também preferem se alimentar por esse tipo de alimento, quando possível.

### Mudanças morfológicas, anatômicas e comportamentais
Entre as mudanças morfológicas e anatômicas relacionadas ao consumo de alimentos cozidos, podemos citar a diminuição da boca e dos dentes, o maxilar mais fraco, o estômago e intestino reduzidos, com o tubo digestivo menor. Todos esses órgãos são maiores em outros grupos de símios.
Nosso sistema digestório é bem menor do que o esperado para símios do nosso tamanho. O nosso estômago e ⅓ do tamanho encontrado em outros outros mamíferos de mesmas dimensões. Provavelmente, isso está relacionado com a menor necessidade de se alimentar várias vezes ao dia, para suprir demandas energéticas, devido ao cozimento dos alimentos. Humanos se alimentam duas vezes menos do que outros símios. A região do cólon, no intestino grosso, apresenta 60% a menos da massa esperada para um primata do nosso tamanho corporal. Provavelmente isso está relacionado com uma menor necessidade de fermentação pela flora intestinal, de alimentos cozidos.
Acredita-se que as principais mudanças cognitivas do grupo Homo, como o aumento da massa cerebral, só foram possíveis graças ao aumento energético promovido pela ingestão de carne e cozimento de alimentos. O cérebro humano gasta aproximadamente 25% de toda a energia absorvida, enquanto que outros animais gastam cerca de 8% de toda a energia obtida.. Podemos observar que o aumento do cérebro em humanos está relacionado a uma dieta mais energética, que só foi possível com o uso do fogo para cozinhar alimentos. Além disso, alguns cientistas acreditam existir uma correlação entre a diminuição do aparelho digestivo e o aumento da massa cerebral. Tubos digestórios grandes e ativos consumiriam muita energia. Com a diminuição destes, haveria mais nutrientes para serem deslocados ao cérebro, permitindo seu crescimento e o desenvolvimento de novas funções cognitivas. Essa ideia é chamada de Ideia do tecido custoso. A partir dessa teoria, ocorreriam dois principais eventos de aumento do cérebro: um há dois milhões de anos, entre Australopithecus e Homo erectus, devido ao maior consumo de carne; e outro há 500 milhões de anos, com o uso do fogo para cozimento por Homo heidelbergensis
O consumo de alimentos cozidos levou ao aumento do cérebro no gênero Homo. Isso possibilitou o aumento das funções cognitivas, relacionadas ao sucesso evolutivo dessa linhagem. A produção de ferramentas, o aumento do tamanho de grupos e o trabalho em equipe foram consequências dessas características.

## Sítios arqueológicos e mudanças causadas por queimadas
O maior problema dos sítios arqueológicos é o risco constante de serem afetados por queimadas, danificando estruturas e artefatos e dificultando a pesquisa, escavação e interpretação dos materiais. Além disso, a tarefa de reconhecer incêndios passados e determinar as mudanças causadas é difícil. O fogo pode afetar a densidade e composição da vegetação local, podendo carbonizar e consumir ou preservar matérias orgânicas que desapareceriam naturalmente com o passar dos anos. A queimada pode causar a presença inesperada de determinadas espécies de plantas em evidências arqueológicas, bem como pode ser a causa de súbitas mudanças em comunidades de plantas do sítio. Incêndios naturais afetam sítios arqueológicos em praticamente todas as camadas e relevos, causando mudanças significativas que podem ser óbvias e imediatas, como uma estrutura histórica queimada, ou menos óbvias e mais abrangentes, como alterações de calor em um conjunto de pedras. Exemplos de composições naturais que são afetadas por fogo são a vegetação, rochas, solo superficial, drenagens, planícies, encostas e terraços. O fogo também afeta os artefatos, que podem ser completamente consumidos ou parcialmente danificados, bem como altera a visibilidade das evidências arqueológicas.
Para realizar um panorama eficiente de mudanças causadas por queimadas em um determinado sítio arqueológico, deve-se realizar experimentos sob condições controladas bem como utilizar-se de observações das consequências de incêndio naturais em uma série de localidades e contextos distintos. As mudanças podem ser de magnitude catastróficas, isto é, radicais e imediatas, ou também podem ocorrer de maneira gradual com o passar do tempo, como por exemplo erosões de solo. A partir da observação de vários incêndios naturais, sabe-se que o fogo pode alterar substancialmente evidências naturais e culturais, e, além disso, pode criar “falsos artefatos” que se assemelham aos artefatos culturais do sítio arqueológico. O incêndio pode servir como um guia para incêndios passados no mesmo sítio. Os dados científicos que podem ser obtidos em sítios vítimas de queimadas de diferentes intensidades, podem ser úteis para pesquisa e interpretação de artefatos queimados presentes em sítios arqueológicos de fogo. Um bom indicativo do histórico de queimada de um determinado sítio é a presença de artefatos culturais de madeira. Uma vez que houve queimada, e portanto estabelece-se a hipótese de que a região já foi propensa a outras queimadas, recursos de madeira não-carbonizados são bons indicadores de que a região não sofreu queimadas de alta intensidade desde que o sítio arqueológico foi abandonado por humanos do passado, assim criando um histórico mais preciso.
A noção das mudanças causadas pelo fogo e a capacidade de avaliar potenciais mudanças, fundamentadas pela observação precisa e com as especificidades da arqueologia local em mente, são ideais para que arqueólogos possam compreender o processo de formação dos sítios arqueológicos, tomando decisões mais eficientes e exercendo pesquisas e escavações de forma que a interpretação dos recursos seja mais exata.

### Arqueologia e o combate a incêndios
No Brasil, os governos estaduais e o federal, através do Ministério do Meio Ambiente, provém apostilas educativas sobre os efeitos dos incêndios naturais nos ecossistemas e nos artefatos arqueológicos, bem como um guia para prevenção e formação de esquadrões de combate aos incêndios.
Arqueólogos podem participar de cursos profissionalizantes para se tornarem bombeiros funcionais e estarem aptos a participarem de brigadas de combate contra incêndios naturais em sítios arqueológicos. Nos esquadrões de combate, um “arqueólogo-bombeiro” pode assumir diferentes funções a depender do tamanho do fogo e do time de combate, ajudando a manter recursos culturais em mente nas atividades de repressão do fogo.

### Incêndios controlados e suas vantagens em sítios arqueológicos
No entanto, nem todos os efeitos de incêndios naturais são negativos. Em geral, as chamas são capazes de consumir largas porções de vegetação que impedem arqueólogos de acessarem e pesquisarem com eficiência alguns locais dentro de sítios arqueológicos. Isso também é vantajoso para que se possa expandir a área de exploração de sítios, além de tornar viável a exploração de sítios que há muitos anos não são pesquisados devido à impossibilidade de localização e visitação. A exploração de novos sítios arqueológicos é muito facilitada e poupa inúmeros recursos, uma vez que retira a necessidade de “shovel tests”, método padrão de levantamento arqueológico, que é muito trabalhoso e, muitas vezes, inconstante, portanto, não confiável.

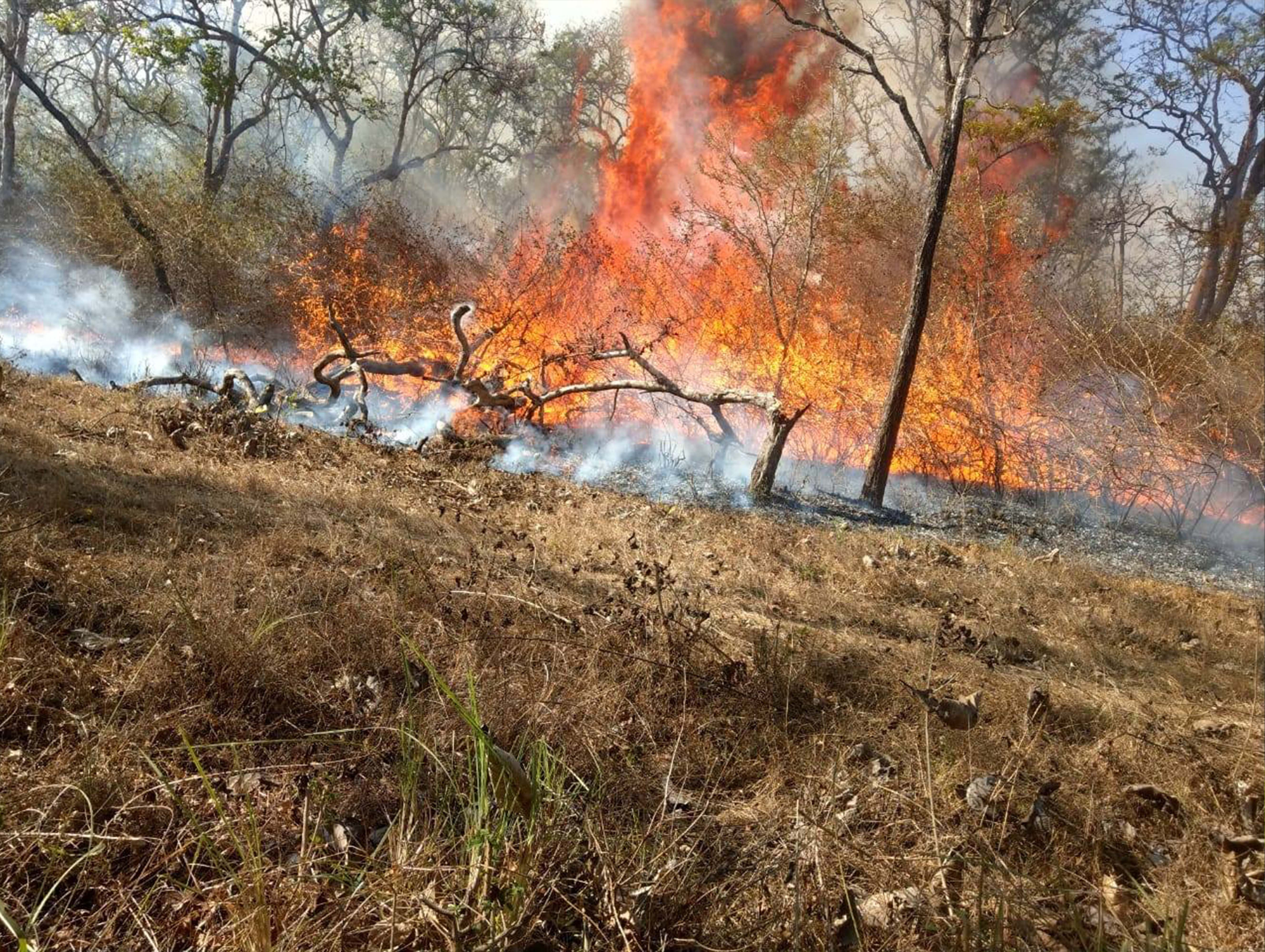
Queimadas, quando controladas e utilizadas corretamente, permitem certas vantagens ao expandir os sítios de exploração, embora exista o risco de perda de artefatos. Na imagem, a floresta Bandipur está em fogo controlado devido ao mato seco e à baixa umidade local.

Por ser um conceito controverso e contra-intuitivo, as vantagens de queimadas em sítios arqueológicos ainda estão sendo estudadas aos poucos, com os poucos dados científicos disponíveis. Pesquisadores estão apenas começando a compreender as oportunidades que surgem de eventos naturais como esse, muitas vezes por acaso. O arqueólogo, Larry Todd, que trabalhava na Floresta Nacional de Shoshone, em Wyoming, EUA, um sítio montanhoso, observou, após o sítio ser quase inteiramente consumido por um incêndio natural em 2006 que ficou conhecido por “Pequena Vênus”, mudanças significativas. Uma comparação entre os registros do inventário do sítio anterior aos efeitos da “Pequena Vênus” com as novas descobertas de artefatos pós-incêndio, mostrou um aumento de mais de 2000% no número de artefatos totais do sítio. Mais que isso, Todd encontrou evidências de que os povos indígenas que habitavam aquela região montanhosa tinham contato com comerciantes europeus, algo que não se sabia anteriormente. Anos depois, em 2011, no mesmo sítio, o arqueólogo Kyle Wright descobriu, após o sítio arqueológico ter sido novamente sujeito a um incêndio natural intenso, denominado “Incêndio de Norton Point”, novas evidências que variam de artefatos pré-históricos, datados de há 13.000 anos, até modernos do século XIX. Isso permitiu a descoberta de que os povos indígenas da região habitavam a floresta montanhosa ao longo do ano todo, e não apenas em determinadas estações do ano. No entanto, artefatos recém-expostos através do fogo são vulneráveis e frágeis. Animais podem interagir e adulterar áreas importantes para pesquisa, e artefatos podem ser levados com iminência da erosão, por exemplo. Por isso, após queimadas em sítios arqueológicos, a velocidade é crucial para determinar condições de preservação e pesquisa adequadas. O ideal é que arqueólogos já estejam preparados para avaliar as mudanças enquanto ainda haja fumaça remanescente do incêndio.
Um estudo conduzido pelo arqueólogo canadense Andrew Hinshelwood demonstrou que no caso específico do bioma da taiga, o fogo proveniente de incêndios naturais é capaz de fazer surgir sítios arqueológicos em áreas remotas e que sequer foram consideradas terem alguma utilidade para processamento de artefatos e dados científicos. Por causa das especificidades do bioma, após avaliação de danos à floresta boreal por incêndios, inúmeras regiões agora possuíam conjuntos de artefatos pré-históricos reunidos em camadas superficiais e de fácil acesso. Isso demonstra a capacidade do fogo de, pelo menos nesse caso específico, ser o fator viabilizador para que se “crie” um sítio arqueológico. No entanto, deve-se manter em mente que incêndios naturais em qualquer bioma podem criar danos graves e alterar a estratigrafia e vegetação da região.
Em determinados contextos específicos, arqueólogos estão tentando converter as vantagens do fogo a seu favor e utilizam-no como ferramenta para descobrimento de novos artefatos e expansão de sítios arqueológicos. É o caso do arqueólogo Josh Chase, que está conduzindo pequenas queimadas controladas em porções vegetativas do sítio arqueológico Rio Milk, em Montana, EUA. Chase argumenta que como os prados estão acostumados a ciclos constantes de queimadas naturais, surgiu aqui a oportunidade de testar os efeitos do fogo para pesquisa científica em primeira mão, e também avaliar a viabilidade do fogo enquanto ferramenta arqueológica. No entanto, os estudos para queimadas controladas em sítios arqueológicos ainda é muito recente, e deve-se manter em mente que a quantidade de conhecimento adquirido pode vir com um custo. “Incêndios expõem artefatos a saques, erosão, intemperismo e interferência de gado solto que tiram aquela bela imagem nítida de como era a vida no passado e fazem com que pareça que passou por um Cuisinart", diz o já supracitado arqueólogo Larry Todd. Pesquisadores vêm realizando experimentos em materiais para determinar como reagem a diferentes contextos de fogo, o que irá auxiliar arqueólogos a determinarem quando é seguro prescrever fogos controlados e quando artefatos devem ser protegidos de incêndios naturais, além de claro, auxiliar na interpretação de incêndio antigos em sítios arqueológicos.
Apesar disso, incêndios controlados estão sendo aplicados também por outros motivos, não necessariamente relacionados a sítios arqueológicos ou artefatos, mas também não os excluindo dos seus efeitos. O fato é que a força conjunta e constante de sempre tentar reprimir queimadas naturais fizeram com que muitas florestas ao redor do mundo encarasse um severo desbalanceamento ecológico. Autoridades locais e arqueólogos muitas vezes não levam em consideração o fato de que determinados biomas foram sujeitos a queimadas inúmeras vezes ao longo da história e que este é simplesmente um ciclo natural inerente a ele. Por isso, diversas regiões, muitas delas com sítios arqueológicos, estão experimentando os efeitos de incêndios controlados numa tentativa de retornar às florestas um estado mais saudável.

## Fogo e as pinturas rupestres
Não existem representações de fogo em pinturas rupestres descobertas que se tenha notícia. A grande maioria das pinturas representam animais altos e largos como bisontes, cavalos, auroques e cervos, e acredita-se que eram feitas sob uma ótica espiritual, numa tentativa de caçadores de “sumonar” a caça e se conectar com ela através de magia. Outros temas incluem traços de mãos humanas e padrões abstratos de pintura, mas nada de fogo. Isso não quer dizer, no entanto, que a relação dos primeiros humanos e seus ancestrais com o fogo não tenha tido influência na criação das pinturas rupestres.

Um dos principais pigmentos utilizados para a criação de pinturas nas paredes cavernosas eram resquícios de carvão parcialmente queimado utilizado nas fogueiras, conhecido como negro de fumo, e também restos de ossos queimados, material conhecido como negro animal. Não é preciso ressaltar, portanto, que a interação com o fogo pelos primeiros humanos foi fundamental para viabilizar grande parte das pinturas rupestres hoje conhecidas pelo mundo. 

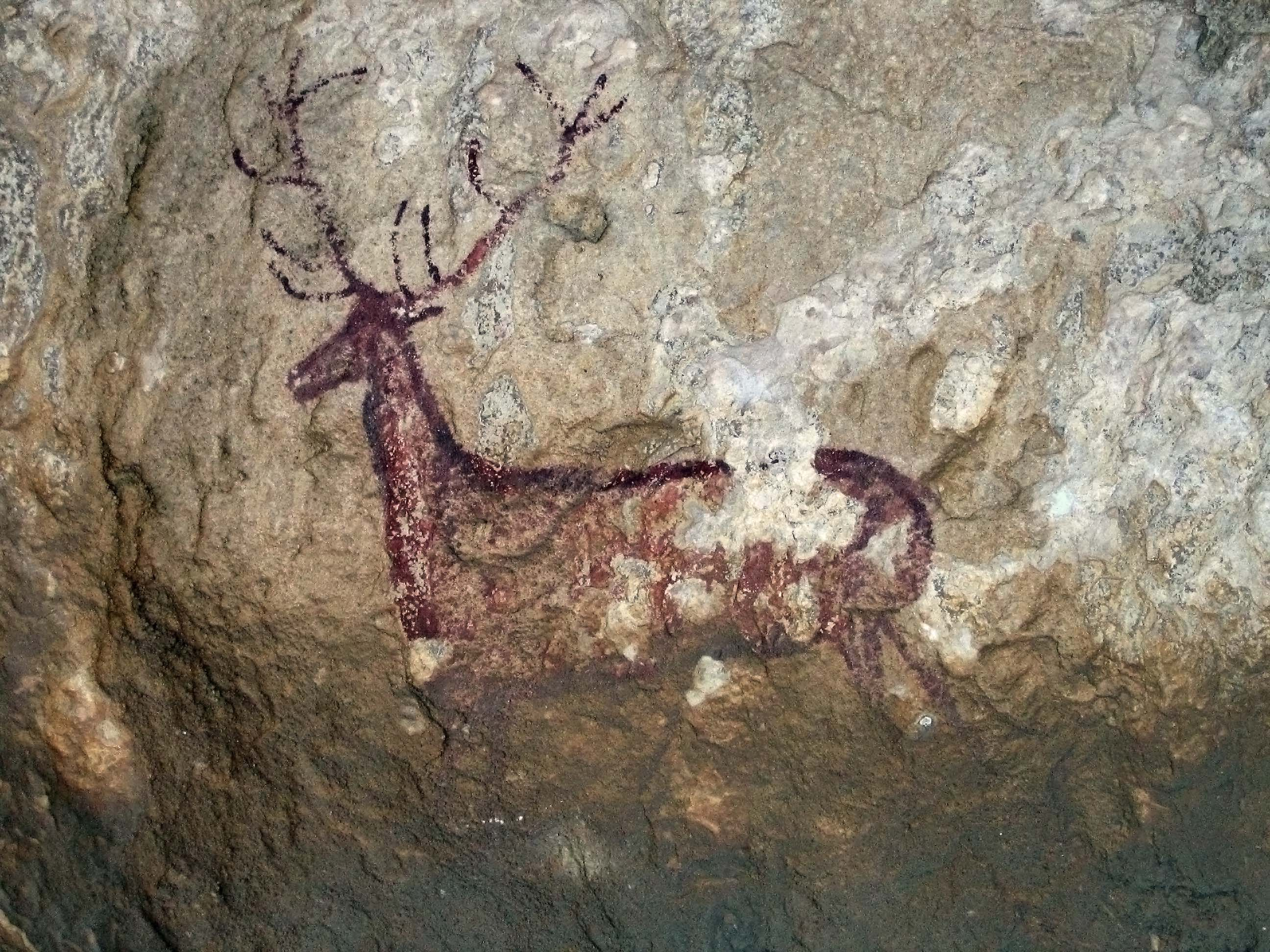
A hipótese é de que, sob luzes trêmulas e fracas de uma chama, a ilusão de ótica mostraria que o cervo pintado está em movimento. Cervo ruprestre, 6000 adC. Abrigo de Chimiachas (Huesca, Espanha)

Quando a famosa caverna de Lascaux, na França, foi descoberta em 1940, mais de 100 pequenas lamparinas de pedra antigas, que costumavam queimar a gordura dos restos de caça de animais, foram encontradas. No entanto, não foi feita a documentação dos locais exatos das lamparinas no interior da caverna, uma vez que na época arqueólogos não consideraram que a posição e o brilho da luz do fogo poderiam alterar a percepção das pinturas nas paredes da caverna. Hoje em dia, Jean-Michel Geneste, curador da caverna de Lascaux e diretor do Centro Nacional de Pré-história da França, acredita que a falta de dados a respeito da posição das lamparinas prejudicou significativamente a compreensão de como os artistas antigos percebiam e expressavam as suas pinturas. Para Geneste, quando a caverna é inteira iluminada com uma luz artificial e uniforme, as pinturas são essencialmente retiradas do contexto em que foram pintadas e têm as histórias que supostamente contam prejudicadas. Todo o conceito da performance da arte da caverna é ignorada e aniquilada.
Reconstruções recentes das lamparinas de pedra, mas fora de suas posições iniciais, sugerem que o brilho emitido dessas construções tinha a intenção de criar um foco de luz sobre as pinturas, numa tentativa de contar uma história em etapas, iluminando uma de cada vez, semelhante a narrativa de histórias em quadrinhos. Além disso, acredita-se que a chama trêmula do fogo, em conjunto com o brilho de baixa intensidade, criava ilusões de ótica como se as pinturas estivessem na verdade se mexendo. Segundo Geneste, é possível que pinturas que apresentam uma série de desenhos semelhantes, mas sob uma perspectiva ligeiramente diferente, estivessem tentando criar esse efeito aos olhos dos primeiros humanos que observavam-nas sob a luz de uma chama fraca. O curador chama atenção para o fato de que ao longo da história arqueólogos e pesquisadores prestaram menos atenção nos efeitos da luminosidade do fogo e seu papel na evolução do ser humano, em comparação ao uso do fogo para aquecimento e cozimento de comida.
Em um estudo realizado por pesquisadores da Universidade de Tel Aviv, com foco em cavernas com pinturas rupestres na Espanha e França, foi encontrada uma solução convincente para as pinturas datadas há entre 40.000 e 14.000 anos, encontradas em localidades profundas e passagens estreitas que só eram navegáveis com a presença de luz artificial. Os interiores mais profundos das cavernas eram raramente utilizados para atividades domésticas e cotidianas, eram portanto pouco frequentados. A explicação do porquê os primeiros humanos optaram por realizar pinturas em localidades tão remotas é a de que o fogo utilizado nas profundezas da caverna diminuia os níveis de oxigênios, deixando os humanos em um estado de hipóxia, o que levaria a liberação de dopamina conferindo alucinações e experiências extra-sensoriais. Pintar sob essas condições era uma escolha consciente que os levaria a uma interação mais próxima com os cosmos. Isso corrobora com a teoria do pesquisador David Lewis-Williams, de que as pinturas eram realizadas por shamans que se retirariam para áreas mais recônditas das cavernas, para que, num estado de transe, pintassem as imagens de suas visões, possivelmente também numa tentativa de extrair o poder da parede das cavernas. Os pesquisadores também sugerem que as pinturas podiam servir como um rito de iniciação de crianças na caça de animais selvagens.
Esse não é o único caso em que o fogo foi a resposta para um mistério relacionado a arte do paleolítico. Nos anos 20, pesquisadores na agora República Tcheca, descobriram um sítio arqueológico que aparentemente costumava servir como lugar de confecção de pequenos objetos de cerâmica em formato de animais, e também de vênus, pequenas estatuetas de mulheres nuas que, especula-se, eram consideradas símbolos de fertilidade. No entanto, quase todos os artefatos só puderam ser encontrados em fragmentos, o que é altamente incomum. Por mais de 60 anos, perdurou-se o mistério a respeito das vênus e demais cerâmicas fragmentadas, até que em 1989, um grupo de pesquisadores conduziu um estudo que foi capaz de descobrir que a argila utilizada na confecção das cerâmicas era deliberadamente manipulada para que uma vez que entrasse em contato com o fogo ela explodisse, sendo um dos primeiros exemplos de pirotecnia documentados na história. É também uma das primeiras evidências da tendência do ser humano de criar apenas para destruir.

## Emprego do fogo pelos nativos das Américas
Os dados disponíveis indicam que os primeiros povos que chegaram às Américas vieram da Ásia através do Estreito de Bering há cerca de 13 mil anos, embora haja outras teorias a respeito, mas todas admitem que a tomada dos territórios foi feita ao longo de milênios por levas de povos com diferentes graus de evolução. Além da coleta de alimentos alguns já praticavam a caça, a pesca e possivelmente a agricultura e a zootecnia e muitos deviam ter conhecimento de como produzir o fogo.
Muitos índios acreditavam que o o fogo ficava encerrado invisível na madeira e era liberado quando se atritava dois pedaços dela. Várias lendas tentavam explicar o aparecimento do fogo: o macaco provocava o fogo pelo atrito de dois pedaços de pau e ensinou aos Bororó do Mato Grosso a produzi-lo; um moço misterioso que vivia no fundo das águas ensinou os Tariana do Amazonas; o Deus Tupã esqueceu-se do fogo sobre uma pedra e o jacaré o engoliu. Após ser morto pela rã Jui, o fogo foi encontrado atrás da orelha do jacaré pelo pássaro japu, que ficou com o bico vermelho; em outra lenda o japu voou até ao Sol e trouxe o fogo para a Terra; para os Bacaeri do Mato Grosso dois dos seus heróis roubaram o fogo que pertencia à raposa.
Como geralmente a produção do fogo demandava muito esforço, índios de Minas Gerais mantinham de prontidão, vinte e quatro horas por dia, uma equipe de anciões cuidando para que o fogo não se apagasse. Os cherokees da Carolina do Norte, Geórgia e Oklahoma mantinham o fogo aceso debaixo dos locais onde construíam suas habitações. Se elas fossem destruídas por inimigos, o fogo lá permanecia por até um ano e era utilizado quando a aldeia era reconstruída.

Jean de Léry (1534-1611) pastor, missionário e escritor francês que junto com Villegagnon participou da invasão do Rio de Janeiro em 1557 deixou-nos uma vívida narrativa sobre o emprego do fogo pelos índios:
São os selvagens muito amigos do fogo e não pousam em nenhum lugar sem acendê-lo, principalmente à noite, pois temem então ser surpreendidos por Ayugnan, o espírito maligno, que, como já disse, amiúde os espanca e atormenta. Em suas caçadas no mato ou em suas pescarias nos lagos e rios, para qualquer lado que se dirijam, ignorando o uso da pedra e do fuzil, carregam por toda parte duas espécies de madeira, uma tão dura como aquela de que nossos cozinheiros fabricam espetos e outra tão mole que parece podre. Quando querem fazer fogo pegam de um pau em forma de fuso, preparado com a madeira dura e mais ou menos de um pé de comprimento, e colocam com a ponta no centro de outra peça feita com a madeira mole. Esta peça é deitada no chão ou posta sobre um tronco mais ou menos grosso; em seguida rodam com rapidez o pau pontudo entre as palmas das mãos como se quisessem furar a peça inferior. O rápido e violento movimento ao fuso desenvolve tal calor que em se colocando ao lado algodão ou folhas secas de árvores, o fogo pega perfeitamente; e asseguro aos leitores que eu mesmo acendi fogo deste modo.
Dos métodos primitivos de produzir fogo, por percussão e por friccão (atrito), os indígenas das Américas adotaram o de percussão, onde o fogo é produzido pelo choque de duas pedras, e vários de fricção, como o acendedor manual, o acendedor de boca, o acendedor de quatro mãos, o acendedor de arco, o acendedor de peito, o acendedor de pressão manual e o acendedor de bombeamento.

### Produzindo fogo por percussão
Índios de Minas Gerais provocavam fogo usando duas pedras de sílex, uma rocha sedimentar silicatada, apropriadamente chamada de silex pirômico.
Acredita-se que o uso da percussão pelos índios brasileiros para produzir fogo tenha sido aprendido dos europeus. Isto é em parte corroborado pelo texto acima de Jean de Léry onde há a informação de que os índios por ele contatados não usavam o fuzil, também conhecido como pederneira, que nada mais é do que o sílex pirômico, ou seja, a pedra de fazer fogo. Contudo, outras tribos das Américas já empregavam este processo muito antes da chegada dos europeus.
Os algonquinos dos Estados Unidos e os Athapascan do Alasca usavam duas pedras de pirita para produzir fogo. Os Esquimó também usavam duas pedras de pirita, dirigindo a faísca para dentro de uma bolsa de couro contendo musgo seco e esfarelado. Quando este incendiava, o fogo era transferido para local previamente preparado para recebê-lo.

### Produzindo fogo por fricção ou atrito
Como descreveu acima Jean de Léry, um dos métodos dos indígenas acenderem o fogo era com o acendedor manual, com o emprego de duas madeiras. A que ficava apoiada no chão recebia o nome de base e a que girava era a haste. Com as mãos abertas, provocava-se um movimento rotatório na haste. Esta removia moinha da base que caia sobre a mecha, ou seja, folhas ou musgo seco ou algodão. Após algum esforço surgia a fagulha na moinha, que pegava fogo, incendiando a mecha. Os Kaingang do Mato Grosso do Sul e Argentina e os Apopocuva-Guarani de São Paulo retiravam a ponta da flecha e colocavam no lugar uma madeira dura, tendo assim uma haste, que era friccionada em outra mole, produzindo fogo.
Os xavantes, os caiapós e os angarités de Goiás, os ianomâmis do Amazonas e a maioria das tribos sul-americanas faziam fogo com o acendedor manual, assim como os Hurões, os iroquois e outras tribos norte-americanas. Os ianomâmis de Roraima faziam fogo utilizando o acendedor manual feito de madeira de cacaueiro. Uma haste com diâmetro equivalente ao de um lápis e com o comprimento de meio metro era atritada em uma pequena cavidade feita na base. Esta apresentava o comprimento de um palmo e a largura de cerca de três centímentros. Os yahis da Califórnia usavam para a base alguma madeira mole como salgueiro ou cedro e a haste era de qualquer madeira dura. Na proximidade da borda da base eram feitos furos de 5 a 6 milímetros de profundidade, que eram ligados a ela por finos canais.Os Luiseño, Yana, Maidu, Miwok, Yurok e outras tribos da Califórnia usavam a mesma madeira para a haste e para a base.
A haste composta era usada por algumas tribos norte-americanas, que faziam o corpo principal da haste de uma madeira e a ponta de outra. Capim seco, casca de árvore, madeira apodrecida, agulhas (folhas adultas) de pinheiros e alguns fungos eram usados como mecha. O Acendedor manual, quando não em uso, era mantido embrulhado para que pegasse umidade. Além de ser usado para produzir fogo, o acendedor manual tinha outras utilidades. Era usado para fazer furos pelos Esquimó, para trabalhar madeira pelos Haida do Canadá e, com ajuda de areia, para furar pedras por algumas tribos amazônicas. Oito segundos era o tempo que, em condições ideais, os Apache demoravam para fazer fogo. Algumas vezes eles mergulhavam a ponta da haste na areia antes de usá-la.
Os Esquimó utilizavam para fazer fogo o acendedor de boca, assim chamado porque a parte superior da haste era apoiada na boca. O movimento de rotação era dado por uma tira que dava uma volta em torno da haste e era puxada de um lado para outro pelas mãos. Algumas tribos amarravam as pontas da tira em um arco e o movimentavam de um lado para o outro, provocando a rotação, como no acendedor de arco. Algumas tribos de Esquimó usavam o acendedor de quatro mãos, cujo nome deriva do fato de que era necessário duas pessoas para fazê-lo funcionar. Uma pessoa pressionava a haste sobre a base e a outra movia uma correia que, por dar uma volta em torno da haste, provocava o movimento de rotação.
Algumas tribos norte-americanas produziam o fogo com o acendedor de arco, composto por quatro partes: a base, a haste, o arco e o suporte. A base e a haste eram similares às do acendedor de mão; o arco era uma peça curva de madeira, marfim ou osso com um cordão de fibra animal ou vegetal amarrado em uma das extremidades que dava uma volta na haste e era amarrado na outra extremidade do arco. O suporte era uma pequena peça de madeira, osso ou pedra com uma cavidade em uma das faces, por onde se encaixava na haste. Apoiada no suporte, a mão esquerda pressionava a haste sobre uma cavidade da base e com a direita movimentava-se o arco para frente e para trás, provocando na haste um movimento rotativo alternado. O fogo era produzido com maior facilidade do que com o acendedor de mão.
Dos acendedores, o mais avançado era o de bombeamento. A haste era bem mais comprida do que os outros acendedores e próximo à ponta que entrava em contado com a base havia um peso, geralmente em forma de rodela, que imprimia força ao movimento de rotação. A haste era enfiada no furo no centro de um pedaço de madeira em forma de tábua ou roliça. Um cordão era preso na parte superior da haste, enrolado nela, e cada ponta era fixada em uma das extremidades da tábua. Com uma mão na parte superior da haste mantendo-a na vertical, a outra mão pressionava para baixo a tábua, provocando a rotação da haste, cuja ponta girava sobre a base provocando o atrito. Dependendo do tipo de ponta, a ação fazia a furação ou provocava o aquecimento, produzindo calor que gerava o fogo. Quando a tábua chegava ao seu limite inferior e o cordão estivesse totalmente desenrolado, bastava parar de exercer pressão para que o movimento de inércia fizesse a haste continuar em rotação e o cordão se enrolasse nela, puxando a tábua para cima. Para continuar era só pressionar novamente a tábua para baixo. Embora a maioria das etnias norte-americanas utilizasse o acendedor de bombeamento apenas para fazer furos, os Iroquois dos USA e Canadá empregavam-no também para produzir fogo.
Indígenas venezuelanos faziam fogo de uma maneira sui generis utilizando um acendedor de peito. Pegavam uma haste flexível e apoiavam uma extremidade dela em um protetor encostado no peito e a outra extremidade em um pequeno orifício de uma base apoiada em alguma estrutura vertical. Com o peito pressionavam a haste que se encurvava formando um arco e com a mão a girava produzindo fogo.

### Tabus e crenças
O fogo era de singular importância para os índios e em algumas tribos anciões eram destacados para mantê-lo continuamente. Acreditavam que se ele se apagasse desgraças aconteceriam com a tribo. Os jurunas do Mato Grosso e Pará sempre que assavam carne deixavam um pedaço no jirau para alimentar o gavião-do-bico-amarelo. Diziam que quando os homens e animais eram semelhantes esta ave, que carregava o fogo em um embornal, passou-o para o pai ancestral da tribo que se transformara em um pau seco. O Ano Novo dos Asteca era iniciado com a produção de fogo com a fricção de dois paus em um morro à noite. Se não conseguiam iniciar o fogo, acreditavam que o sol seria destruído e os demônios da escuridão baixariam à terra para comer os humanos. Centenas de anos depois, os Karok da Califórnia iniciavam o Ano Novo com a produção de fogo com dois paus. Os Yokut da Califórnia, quando estavam preparando a roça, faziam um fosso ao redor do tronco da árvore, colocavam galhos secos e colocavam fogo. Como queriam queimar apenas a parte inferior do tronco e aproveitar o resto, debelavam as chamas que ameaçavam subir, mas não olhavam para cima, já que acreditavam que isto incentivaria as chamas a subirem. Quando grassava alguma doença entre os Iroquois, eles acreditavam que era porque os fogos que havia na aldeia estavam velhos. Para debelar a doença era necessário apagar todos os fogos e acender novos.